# Ja'ir Šamir
Ja'ir Šamir (hebrejsky יאיר שמיר‎, narozen 18. srpna 1945 Ramat Gan), je izraelský politik a bývalý poslanec Knesetu za stranu Jisra'el bejtenu, respektive za alianci Likud Jisra'el bejtenu. V letech 2013 až 2015 zastával post ministra zemědělství v izraelské vládě.

## Biografie
Sloužil v izraelské armádě. Dosáhl hodnosti plukovníka. V letech 1963–1988 působil v Izraelském vojenském letectvu jako pilot, inženýr a velitel. Vysokoškolské vzdělání v elektroinženýrství získal v roce 1974 na Technionu. V letech 1988–1994 byl generálním ředitelem a náměstkem prezidenta společnosti Scitex, pak v letech 1994–1995 generálním ředitelem firmy Elite. Zastával také manažerské posty v nadaci Etgar a v období let 1997–2002 ve společnosti Vicon Telecommunications, kde byl prezidentem a generálním ředitelem. Zastával posty předsedy představenstva ve společnosti Israel Aerospace Industries (2005–2011) a El Al (2004–2005). V roce 2013 se uvádí jako předseda organizace Merkaz Šalem a od roku 2012 je ředitelem podniku National Roads Company of Israel. Zasedá v řídících orgánech vysoké školy Technion a Ben Gurionovy univerzity. Od roku 1999 zároveň podílníkem ve firmě Catalyst. Vede firmu Shamir Optics Industries. Je ženatý, má tři děti. Žije ve městě Savijon. Je synem bývalého izraelského premiéra Jicchaka Šamira.
Ve volbách v roce 2013 byl zvolen do Knesetu za alianci Likud Jisra'el bejtejnu. Následně byl jmenován ministrem zemědělství v třetí Netanjahuově vládě.